# 阿爾弗雷德·羅默
阿尔弗雷德·舍伍德·罗默 （英語：Alfred Sherwood Romer；1894年12月28日—1973年11月5日），是美国古生物学家、生物学家、脊椎动物进化方面的专家。

## 生平
阿尔弗雷德·罗默出身于纽约白原市，就读于安默斯特学院，拿到了生物理学士学位；之后继续在哥伦比亚大学深造，拿到了生物的理科硕士学位，在1921年毕业之后拿到了动物学博士学位。罗默在1923年以副教授的职位到芝加哥大学的地质和古生物学系任职，是一位积极的研究者和老师；另外，罗默的收集计划给沃克古生物博物馆增加了很多重要的古生代生物样本。
1934年，他被任命为哈佛大学的生物学教授；到1946年，他也成为了哈佛比较动物学博物馆的主任。1953年，罗默被美国国家科学院授予玛丽·克拉克·汤姆逊奖章（Mary Clark Thompson Medal）； 1956年，美国国家科学院又授予了他丹尼尔·吉罗·艾略特奖章。

## 演化研究
罗默非常热衷于研究脊椎动物的演化，他教授课程的时候从比较古生物学、比较解剖学和胚胎学之间的事实，来讲解从鱼类演化到原始的陆地脊椎动物，以及从它们演化到四足动物在基本结构和功能上的改变。他总是强调动物的形状、功能和环境之间的关系对演化有一定的重要性。
罗默的教科书《古脊椎动物学》（Vertebrate Paleontology）为传统的脊椎动物分类奠定了基础，他把分类学中普遍杂乱的脊椎动物各个组合并起来，然后放到一个强调概览和整洁的简化的分类方案中。基于他对早期两栖动物的研究，他重新组合了迷齿亚纲的动物。许多后来的學者，主要如罗伯特·L·卡罗尔（Robert·L·Carroll），皆遵循著罗默的分类方法。

## 同名事物
早期大鼻龙科中的卢默龙属（Romeria）是以罗默的名字命名；同樣的还有卢默龙类（Romeriida）（包含古窗龙属与双孔亚纲的最近共同祖先，以及其最近共同祖先的所有后代的一类生物）。
在2007年七月，一种非恐龙的恐龙形态类物种被命名为Dromomeron romeri，名字的前半部分是「奔跑的腿节」，后半部分则是纪念罗默。这些化石的发现证明了恐龙和其他的恐龙形态类生物在一起生活了1500万年到2000万年。
宾夕法尼亚世初期（石炭纪晚期）的Romeriscus也是以罗默的名字命名，最刚开始的时候被描述成最古老的一种脊椎动物。 但那也是因为在那个时候，它所属的limnoscelids科，被一些學者认为是属于脊椎动物。
罗默是第一位意识到在泥盆纪和石炭纪晚期這段时間裡，四足类化石记录有空缺的人；这个空缺在1995年以他的名字命名為罗默空缺。